# Біловезька сільська рада
52°23′49″ пн. ш. 23°29′22″ сх. д. / 52.396972° пн. ш. 23.489456° сх. д.
Білове́зька сільська́ ра́да (біл. Белаве́скі сельсавет) — адміністративно-територіальна одиниця у складі Кам'янецького району, Берестейської області Білорусі. Адміністративний центр сільської ради — агромістечко Біловезьке.

## Географія
Біловезька сільська рада розташована на крайньому південному заході Білорусі, на заході Берестейської області, на північ від обласного та захід від районного центрів. На заході вона межує із Рясненською, на півночі — із Верховицькою, на сході — із Войською, на півдні — із Ратайчицькою сільськими радами (всі Кам'янецький район).
Великих річок та озер на території Біловезької сільської ради немає. Територія сільради порізана густою сіткою меліоративних каналів (басейн Пульви→Західного Бугу).
Найвища точка сільської ради становить 166,6 м над рівнем моря і розташована на території агромістечка Біловезьке.
Територією сільради із заходу на схід проходить автомобільна дорога Р102 Оберовщина — Кам'янець — Кобринь. Найближча залізнична станція — Високо-Литовськ в селі Оберовщина.

## Історія
Сільська рада була утворена 18 серпня 1986 року у складі Кам'янецького району Брестської області. До його складу увійшли селище Біловезьке та село Миневичі із Верховицької сільської ради.
У 2006 році до складу сільради було передане село Манчаки із тієї ж Верховицької сільської ради.

## Склад сільської ради
До складу Біловезької сільської ради входить 4 населених пункти, із них всі села.
| Населений пункт | Статус       | Населення осіб (2005) | Координати                                                            |
| --------------- | ------------ | --------------------- | --------------------------------------------------------------------- |
| Біловезьке      | агромістечко | 2238                  | 52°24′5″ пн. ш. 23°27′30″ сх. д. / 52.40139° пн. ш. 23.45833° сх. д.  |
| Кощеники        | село         | 35                    | 52°24′16″ пн. ш. 23°33′28″ сх. д. / 52.40444° пн. ш. 23.55778° сх. д. |
| Манчаки         | село         | 27                    | 52°24′18″ пн. ш. 23°31′44″ сх. д. / 52.40500° пн. ш. 23.52889° сх. д. |
| Миневичі        | село         | 7                     | 52°24′45″ пн. ш. 23°28′7″ сх. д. / 52.41250° пн. ш. 23.46861° сх. д.  |

## Населення
За переписом населення Білорусі 2009 року чисельність населення сільської ради становило 2301 особа.

### Національність
Розподіл населення за рідною національністю за даними перепису 2009 року:
| Національність                | Осіб | Відсоток |
| ----------------------------- | ---- | -------- |
| білоруси                      | 1553 | 67,49 %  |
| українці                      | 396  | 17,21 %  |
| росіяни                       | 301  | 13,08 %  |
| поляки                        | 21   | 0,91 %   |
| національність не повідомлена | 15   | 0,65 %   |
| німці                         | 7    | 0,30 %   |
| татари                        | 4    | 0,17 %   |
| китайці                       | 2    | 0,09 %   |
| чуваші                        | 1    | 0,04 %   |
| таджики                       | 1    | 0,04 %   |
| Разом                         | 2301 | 100 %    |